# Sune Kempe
Sune Anders Einar Kempe, född 18 april 1937 i Forsa församling, Hudiksvalls kommun, Hälsingland, död 7 oktober 2007 i Katarina församling i Stockholm, var en svensk journalist, känd från Rapport och Magasinet.
Kempe var son till pastor Josef Kempe och Vera, ogift Jonsson. Han var medarbetare hos Västgöta Correspondenten 1956–1957 och Norra Skåne 1957–1960 innan han kom till Kvällsposten, där han var verksam 1960–1969. Han var för denna tidnings räkning Pariskorrespondent 1965–1966.
Sune Kempe anställdes av televisionen 1969 vid starten av TV2 och var redaktionssekreterare för Rapport 1969–1977, utrikeschef för nämnda program 1977–1979, Londonkorrespondent 1979–1982, projektledare för Magasinet i TV2 1983–1986, nyhetschef för Sydnytt i Malmö 1986–1990 samt redaktionschef för ABC i TV2 från 1990. Kempe spelade reporter i filmen Gräsänklingar 1982.
Han var 1957–1971 gift med Kaarina Persson (född 1938) och från 1982 gift med journalisten och programledaren Catrin Jacobs (1943–2022).
Sune Kempe är gravsatt i minneslunden på Skogskyrkogården i Stockholm.